# Orionides
Orionides é um clado de dinossauros terópodes tetanuranos do Jurássico Médio até o presente. O clado inclui a maioria dos dinossauros terópodes e as aves.

## Classificação
Embora muitas análises filogenéticas tenham encontrado tetanuranos basais que estavam fora de Megalosauroidea e Avetheropoda, a dicotomia central foi nomeada apenas em 2012. Carrano, Benson e Sampson (2012) nomearam esse clado Orionides e o definiram como o nó que compreende Megalosauroidea, Avetheropoda, seus ancestral comum mais recente e todos os seus descendentes. Em 2015, Hendrickx, Hartman e Mateus esclareceram essa definição, especificando-a como o clado menos inclusivo, incluindo Allosaurus fragilis, Megalosaurus bucklandii e Passer domesticus. O cladograma apresentado a seguir segue uma análise filogenética publicada por Zanno e Makovicky em 2013.
|              | Piatnitzkysauridae                                               |
|              |                                                                  |
| Megalosauria | \| \| Spinosauridae \| \| \| \| \| \| Megalosauridae \| \| \| \| |
|              | \| \| Spinosauridae \| \| \| \| \| \| Megalosauridae \| \| \| \| |
|              | Spinosauridae                                                    |
|              |                                                                  |
|              | Megalosauridae                                                   |
|              |                                                                  |

|  | Spinosauridae  |
|  |                |
|  | Megalosauridae |
|  |                |

|                     | Allosauridae                                                             |
|                     |                                                                          |
| Carcharodontosauria | \| \| Neovenatoridae \| \| \| \| \| \| Carcharodontosauridae \| \| \| \| |
|                     | \| \| Neovenatoridae \| \| \| \| \| \| Carcharodontosauridae \| \| \| \| |
|                     | Neovenatoridae                                                           |
|                     |                                                                          |
|                     | Carcharodontosauridae                                                    |
|                     |                                                                          |

|  | Neovenatoridae        |
|  |                       |
|  | Carcharodontosauridae |
|  |                       |

|                     | Allosauridae                                                             |
|                     |                                                                          |
| Carcharodontosauria | \| \| Neovenatoridae \| \| \| \| \| \| Carcharodontosauridae \| \| \| \| |
|                     | \| \| Neovenatoridae \| \| \| \| \| \| Carcharodontosauridae \| \| \| \| |
|                     | Neovenatoridae                                                           |
|                     |                                                                          |
|                     | Carcharodontosauridae                                                    |
|                     |                                                                          |

|  | Neovenatoridae        |
|  |                       |
|  | Carcharodontosauridae |
|  |                       |

|                     | Allosauridae                                                             |
|                     |                                                                          |
| Carcharodontosauria | \| \| Neovenatoridae \| \| \| \| \| \| Carcharodontosauridae \| \| \| \| |
|                     | \| \| Neovenatoridae \| \| \| \| \| \| Carcharodontosauridae \| \| \| \| |
|                     | Neovenatoridae                                                           |
|                     |                                                                          |
|                     | Carcharodontosauridae                                                    |
|                     |                                                                          |

|  | Neovenatoridae        |
|  |                       |
|  | Carcharodontosauridae |
|  |                       |

|                     | Allosauridae                                                             |
|                     |                                                                          |
| Carcharodontosauria | \| \| Neovenatoridae \| \| \| \| \| \| Carcharodontosauridae \| \| \| \| |
|                     | \| \| Neovenatoridae \| \| \| \| \| \| Carcharodontosauridae \| \| \| \| |
|                     | Neovenatoridae                                                           |
|                     |                                                                          |
|                     | Carcharodontosauridae                                                    |
|                     |                                                                          |

|  | Neovenatoridae        |
|  |                       |
|  | Carcharodontosauridae |
|  |                       |

|              | Piatnitzkysauridae                                               |
|              |                                                                  |
| Megalosauria | \| \| Spinosauridae \| \| \| \| \| \| Megalosauridae \| \| \| \| |
|              | \| \| Spinosauridae \| \| \| \| \| \| Megalosauridae \| \| \| \| |
|              | Spinosauridae                                                    |
|              |                                                                  |
|              | Megalosauridae                                                   |
|              |                                                                  |

|  | Spinosauridae  |
|  |                |
|  | Megalosauridae |
|  |                |

|                     | Allosauridae                                                             |
|                     |                                                                          |
| Carcharodontosauria | \| \| Neovenatoridae \| \| \| \| \| \| Carcharodontosauridae \| \| \| \| |
|                     | \| \| Neovenatoridae \| \| \| \| \| \| Carcharodontosauridae \| \| \| \| |
|                     | Neovenatoridae                                                           |
|                     |                                                                          |
|                     | Carcharodontosauridae                                                    |
|                     |                                                                          |

|  | Neovenatoridae        |
|  |                       |
|  | Carcharodontosauridae |
|  |                       |

|                     | Allosauridae                                                             |
|                     |                                                                          |
| Carcharodontosauria | \| \| Neovenatoridae \| \| \| \| \| \| Carcharodontosauridae \| \| \| \| |
|                     | \| \| Neovenatoridae \| \| \| \| \| \| Carcharodontosauridae \| \| \| \| |
|                     | Neovenatoridae                                                           |
|                     |                                                                          |
|                     | Carcharodontosauridae                                                    |
|                     |                                                                          |

|  | Neovenatoridae        |
|  |                       |
|  | Carcharodontosauridae |
|  |                       |

|                     | Allosauridae                                                             |
|                     |                                                                          |
| Carcharodontosauria | \| \| Neovenatoridae \| \| \| \| \| \| Carcharodontosauridae \| \| \| \| |
|                     | \| \| Neovenatoridae \| \| \| \| \| \| Carcharodontosauridae \| \| \| \| |
|                     | Neovenatoridae                                                           |
|                     |                                                                          |
|                     | Carcharodontosauridae                                                    |
|                     |                                                                          |

|  | Neovenatoridae        |
|  |                       |
|  | Carcharodontosauridae |
|  |                       |

|                     | Allosauridae                                                             |
|                     |                                                                          |
| Carcharodontosauria | \| \| Neovenatoridae \| \| \| \| \| \| Carcharodontosauridae \| \| \| \| |
|                     | \| \| Neovenatoridae \| \| \| \| \| \| Carcharodontosauridae \| \| \| \| |
|                     | Neovenatoridae                                                           |
|                     |                                                                          |
|                     | Carcharodontosauridae                                                    |
|                     |                                                                          |

|  | Neovenatoridae        |
|  |                       |
|  | Carcharodontosauridae |
|  |                       |

## Alcance
Grandes espinossaurídeos e alossaurídeos predadores floresceram durante o Jurássico Superior e o Cretáceo Inferior, especialmente em Gondwana, mas parecem ter morrido antes do final do Cretáceo, possivelmente devido à competição de ceratossauros, abelisaurídeos e coelurossauros tiranossaurídeos. Os diversos celurossauros persistiram até o final da Era Mesozóica, quando todos, exceto as aves do clado da coroa, morreram. Os pássaros modernos são os únicos representantes vivos do clado Tetanurae.

## Etimologia
O nome do clado "Orionides" foi estabelecido pela primeira vez por Matthew T. Carrano, Roger B. J. Benson e Scott D. Sampson em 2012. É derivado de Órion, o caçador de gigantes da mitologia grega em referências ao grande tamanho e carnivorismo dos orionidanos basais. O nome também se refere ao nome alternativo para a constelação de Orion, Alektropodion, que significa "pé de galo".